# أور (فلم)
أور (كنزي) هو فيلم درامي صدر عام 2004، شاركت في كتابته وإخراجه كيرين يدايا، وبطولة دانا إيفجي في دور أور، وهي مراهقة تكافح لتحمّل مسؤولية والدتها العاهرة روثي، التي تؤدي دورها رونيت إلكابيتس. عُرض هذا الإنتاج الفرنسي الإسرائيلي لأول مرة في 14 مايو 2004 في مهرجان كان السينمائي، وفاز بجائزة الكاميرا الذهبية.

## القصة
تعمل مراهقة تُدعى أور في وظائف متفرقة لإعالة نفسها ووالدتها. عندما تعود والدتها روثي إلى المنزل بعد إقامتها في المستشفى، تخبر أور، روثي أنها وجدت لها عملاً في تنظيف المنازل. ومع ذلك، فإن روثي تشعر بالإحباط من وظيفتها الجديدة ذات الأجر الضعيف وتعود بسرعة إلى ممارسة الدعارة.
في هذه الأثناء، تبدأ أور علاقة حبّ متنامية مع جارتها وصديقة طفولتها، إيدو. بعد أن نامتا معًا، تواجه والدة إيدو روثي وتوضح لها أنه على الرغم من إعجابها بأور، إلا أنها لا توافق على علاقتهما. تنهار علاقتها مع إيدو وعائلته، وتجد نفسها غير قادرة على دفع الإيجار وتحاول يائسة إنقاذ والدتها من الشوارع، وتبدأ أور في ممارسة الدعارة أيضًا، أولاً من خلال تقديم خدمات جنسية لمالك العقار وأخيرًا من خلال الانضمام إلى خدمة مرافقة.

## طاقم التمثيل
- يوفال سيجال  [لغات أخرى]‏
- Sigalit Tamir  [لغات أخرى]‏
- شموئيل ادلمان  [لغات أخرى]‏
- رونيت القبص
- Dana Ivgy [الإنجليزية]‏
- ساريت الخمر، العاد  [لغات أخرى]‏

## روابط خارجية
- مقالات تستعمل روابط فنية بلا صلة مع ويكي بيانات